# US Dudelange
Union Sportive Dudelange was een Luxemburgse voetbalclub uit Dudelange. De club ontstond in 1912 uit een fusie van Minerva Dudelange en Jeunesse de la Frontière 1908 Dudelange en ging in 1991 samen met Stade Dudelange en Alliance Dudelange op in F91 Dudelange.

## Geschiedenis
In 1913/14 nam de club deel aan de tweede klasse en werd daar tweede. Het volgende seizoen nam de club deel aan de eerste klasse en werd in een groep ingedeeld met stadsrivaal Stade Dudelange. US kreeg twee keer een pandoering van 6-1 en was uitgeschakeld. Daarna verdween de club even van het toneel en keerde in 1923 terug naar de tweede klasse en werd gedeeld tweede. Na een play-off tegen SC Tétange promoveerde de club naar de hoogste klasse. Daar werd de club echter laatste en belandde opnieuw in het vagevuur. Na enkele seizoenen middenmoot promoveerde de club in 1929 opnieuw en tot 1933 promoveerde of degradeerde de club elk seizoen. In 1934 kon de club voor het eerst het behoud verzekeren en werd zelfs derde. De volgende seizoenen eindigde de club ook nog in de top vier. Hoogtepunt was seizoen 1938/39 toen de club vicekampioen werd achter Stade Dudelange en in de bekerfinale Stade versloeg met 2-1. Deze overwinning zou de enige trofee worden in de geschiedenis van de club. Ook in het volgende seizoen werd de club vicekampioen.
Tijdens de Tweede Wereldoorlog lag de competitie stil. Luxemburg werd door nazi-Duitsland en enkele clubs werden ingedeeld in de Gauliga Moselland. US moest de naam verduitsen en werd SV Düdelingen. De club eindigde twee keer in de top drie en één keer in de middenmoot. Na de oorlog ging US op zijn elan verder en werd in 1946 en 1947 tweede, voor de vierde keer achter concurrent Stade Dudelange. Na enkele seizoenen middenmoot degradeerde de club in 1951. Na twee jaar werd de club kampioen en promoveerde opnieuw, maar moest al na één seizoen opnieuw een stap achteruit zetten. Hierna ging de club nog eens op en neer tussen de eerste en tweede klasse en kon zich dan vanaf 1961 weer voor langere tijd in de hoogste klasse vestigen. US eindigde in de middenmoot en werd in 1966 nog eens derde. Na drie vijfde plaatsen op rij degradeerde de club in 1970 opnieuw. Het volgende seizoen werd een degradatie naar derde klasse maar net vermeden. De volgende seizoenen flirtte de club telkens met de degradatie en kon dit in 1975 niet meer vermijden. In 1978 keerde de club terug en speelde tot 1985 in de tweede klasse. Na twee seizoenen werd de club kampioen en eindigde het volgende jaar vierde. In 1990 degradeerde de club voor een laatste maal. Het was nu duidelijk dat het voetbal in Dudelange in het slop zat en daardoor besloten de drie grote clubs Stade, US en Alliance de handen ineen te slaan en te fuseren tot F91 Dudelange.

## Erelijst
- Beker van Luxemburg

Winnaar:  1939
Finalist: 1958